# Bythaelurus hispidus
Bythaelurus hispidus — акула з роду Bythaelurus родини Котячі акули. Інші назви «щетиниста котяча акула», «колюча котяча акула», «індійська плямиста котяча акула».

## Опис
Загальна довжина сягає 29 см. Голова відносно велика, зверху сплощена, округла. Морда коротка. Очі великі, мигдалеподібні, з мигальною перетинкою. За ними розташовані маленькі бризкальця. Ніздрі середнього розміру. Присутні носові клапани. Рот короткий, помірно широкий. Зуби дрібні, з багатьма верхівками, з яких центральна є тонкою й гострою, бокові — крихітні. У неї 5 пар зябрових щілин. Тулуб стрункий. Усі плавці округлі. Грудні плавці широкі, великі. Мають 2 маленьких спинних плавця однакового розміру, розташовані у хвостовій частині. Черевні плавці невеликі. Анальний плавець широкий. Хвостовий плавець довгий, гетероцеркальний.
Забарвлення темно-коричневе. Черево трохи світліше.

## Спосіб життя
Тримається на глибинах від 200 до 800 м. Полює на здобич біля дна, є бентофагом. Живиться дрібними креветками і крабами, кальмарами, черевоногими молюсками, невеличкою донною рибою, личинками морських тварин.
Це яйцекладна акула. Самиця відкладає 2 яйця.
Не є об'єктом промислового вилову внаслідок низької якості м'яса та невеличких розмірів.

## Розповсюдження
Мешкає біля південного узбережжя півострова Індостан, о. Шрі-Ланка, Андаманських островів.